# Спасия Джуренова
Спасия Димитрова Джуренова е българска народна певица и фолклористка.

## Биография
Родена е в семейството на потомци на българи от Нишко. Семейството на баща ѝ Димитър Петракиев се преселва в Пазарджик, където се ражда впоследствие и той. Те са бежанци от нишкото село Шепоч, изгорено до основи от турци и арнаути през Нишкото въстание в 1841 година. Майка ѝ е местна от Величково.
На 20-годишна възраст се омъжва на Илия Джуренов, който е майстор на машинно плетене на дрехи с когото се преселват в София. Когато става на около 60 години, тя сама пожелава да запишат всички приказки и песни, които знае. Наследството на видната певица и разказвачка на народни приказки е записано от сина ѝ Иван Джуренов и съхранено за поколенията. Това са около 180 народни песни, 200 приказки, анекдоти и легенди, ценни материали по народна медицина. Издателството на БАН издава с тези материали брой 56 от поредицата „Народни умотворения и народопис“ – „Народна проза от Пазарджишко“. В поредицата „Българско народно творчество“ издателство „Български писател“ издава приказките на Спасия Джуренова в три тома – „Баба разказва“, „Дървото на живота“ и „Кон Звезделия“. Народните песни са събрани в сборник „Народни песни от Пазарджишко и Нишко“ и са издадени през 1996 година. Приказките на Спасия Джуренова се смятат за едни от най-хубавите в идейно и художествено отношение български приказки.
- Паметната плоча на дома на Спасия Джуренова
- Домът на ул. „Розова долина“, Лозенец, София